# Lycium europaeum
L'arç de tanques (Lycium europaeum) és una planta de la família de les solanàcies. També rep el nom de arcer, arn, arnall, arç, cambronera, escambroner, espinal o espinaler i, a Mallorca i Menorca, el nom de ullastre d'ase.

## Descripció
És un arbust perennifoli molt ramificat de fins a 4 metres d'alçària de branques espinoses i escorça grisa i rugosa. Les fulles són lanceolades de fins a 4 centímetres, amb un sol nervi, d'un color verd clar o agrisat i una mica carnoses.
Floreix entre els mesos d'abril i setembre. Fa una flor de color violaci o rarament blanquinosa que té forma de petita trompeta, d'1 a 2 cm. El fruit és una baia vermellosa. S'utilitza com a diurètic i hipotensor. Per via externa s'utilitza en el tractament d'úlceres.

## Distribució i hàbitat
És una espècie que habita la regió Mediterrània. És una espècie bastant rara i el seu hàbitat són les màquies, garrigues i bardisses seques. Creix entre els 0 i els 600 m d'altitud, molt rarament per sobre dels 600 m. A vegades es cultiva per a fer tanques entre camps o possessions.

## Descripció
A les Balears, l'arç s'emprava (i continua emprant-se a molts de llocs) popularment per a fer que els llamps no puguin tocar una casa.

## Etimologia
El nom lycium, prové del grec lýkion, que significa "aladern dels tintorers", arbust de Lícia. I europâion que significa "europeu".